# Kaszó, Somogy
Kaszó  este un sat în districtul Nagyatád, județul Somogy, Ungaria, având o populație de 112 locuitori (2011). 

## Demografie
Componența etnică a satului Kaszó
     Maghiari (96,2%)
     Germani (3,8%)
Componența confesională a satului Kaszó
     Romano-catolici (57,14%)
     Fără religie (8,04%)
     Reformați (4,46%)
     Necunoscută (30,36%)
Conform recensământului din 2011, satul Kaszó avea 112 locuitori. Din punct de vedere etnic, majoritatea locuitorilor (96,2%) erau maghiari, cu o minoritate de germani (3,8%).  Din punct de vedere confesional, majoritatea locuitorilor (57,14%) erau romano-catolici, existând și minorități de persoane fără religie (8,04%) și reformați (4,46%). Pentru 30,36% din locuitori nu este cunoscută apartenența confesională.